# 9286 Patricktaylor
A 9286 Patricktaylor (ideiglenes jelöléssel (9286) 1981 ED35) a Naprendszer kisbolygóövében található aszteroida. Schelte J. Bus fedezte fel 1981. március 2-án.